# Rudolf Koštejn
Rudolf Koštejn (29. května 1903 Vápno – 24. června 1972 Praha) byl český a československý politik Komunistické strany Československa a poválečný poslanec Ústavodárného Národního shromáždění a Národního shromáždění ČSR.

## Biografie
Vyučil se mlynářem. Už v meziválečném období byl aktivní v komunistickém hnutí. Patřil k zakládajícím členům strany. Na Kolínsku byl ve 30. letech odpovědným redaktorem listu Jednota. Za druhé světové války byl politickým vězněm. 16. března 1939 byl zatčen v rámci akce Gitter a až do konce války byl vězněn.
Po válce se v roce 1945 stal okresním předsedou KSČ v Kolíně. V roce 1946 byl též tajemníkem krajského výboru strany. Během únorového převratu v roce 1948 se podílel na přebírání moci v regionu. Byl předsedou okresního Akčního výboru Národní fronty.
V roce 1946 se uvádí jako mlynářský dělník, bytem Kolín.
V parlamentních volbách v roce 1946 byl zvolen poslancem Ústavodárného Národního shromáždění za KSČ. V parlamentu setrval do konce funkčního období, tedy do voleb do Národního shromáždění roku 1948, v nichž byl zvolen do Národního shromáždění za KSČ ve volebním kraji Havlíčkův Brod. Mandát zastával do konce funkčního období, tedy do roku 1954.
Zastával i stranické posty. VIII. sjezd KSČ ho zvolil členem Ústředního výboru Komunistické strany Československa. V roce 1955 působil jako tajemník krajského výboru Svazu protifašistických bojovníků v Praze.
Zemřel v červnu 1972.